# Du bist frei
Du bist frei, pierwszy debiutancki album piosenkarki niemieckiej Andrei Berg wydany w roku 1993, następnie ponownie wydany w formie płyty CD 16 lutego 2004 roku. Na tej płycie znalazł się m.in. jej pierwszy wielki przebój Kilimandżaro.
Album dotarł do 49. miejsca niemieckiej listy przebojów - Media Control Charts.

## Lista utworów
1. "Und dann fehlt mir der Mut" – 03:41
2. "Weil ich dich liebe" – 03:28
3. "Schwarzes Labyrinth" – 04:00
4. "Kilimandscharo" – 03:10
5. "So wie beim ersten Mal" – 03:03
6. "Schau mir noch mal ins Gesicht" – 03:58
7. "In dieser Nacht" – 03:33
8. "Doch träumen will ich nur mit" – 03:33
9. "Vielleicht verstehst du mich" – 03:32
10. "Sie ist die Frau" – 03:21
11. "Du bist frei" – 04:02
12. "Bittersüße Zärtlichkeit" – 03:41